# Mendon (Missouri)
Mendon è un comune degli Stati Uniti d'America, situato nello Stato del Missouri, nella contea di Chariton.